# Суспензійна культура
Суспензійна культура рослинних клітин (англ. plant cell suspension culture) - це поодинокі клітини або групи клітин (агрегати), які рівномірно розподілені у рідкому поживному середовищі, що перемішується й аерується.  Клітини при цьому досить швидко діляться. 

## Принцип
Працювати із суспензійною культурою потрібно із дотриманням принципів асептики.  Для започаткування суспензійної культури необхідно взяти окремі рослинні клітини. Зазвичай відбираються шматочки рихлого за констистенцією калусу із калусної культури. Потім його поміщають у рідке поживне середовище, що перемішується. Перемішування потрібне для здійснення газообміну, а також створює незначний тиск на шматочок калусу, щоб він розпався на менші шматки та окремі клітини. Також завдяки перемішуванню спостерігається рівномірний розподіл і рух клітин у середовищі. Це, в свою чергу, перешкоджає розвитку полярності клітин та утворенню градієнтів нутрієнтів як у середовищі, так і з різних сторін окремої клітини. 

Через тиждень відбираються лише живі поодинокі клітини та їх невеликі скупчення і переносяться у свіже рідке поживне середовище. Великі скупчення клітин та мертві клітини на нове середовище не переносяться. За 2-3 тижні утвориться суспензія клітин, що активно ростуть. Це вже буде суспензійною культурою. Калус, який до цього було переміщено у рідке поживне середовище, не є суспензійною культурою. Клітини у суспензійній культурі поділяються досить швидко. На відміну від клітин ссавців, такі клітини не мають обмеження на кількість поділів й тому можуть поділятись нескінченно.  При цьому клітини не диференціюються. Суспензійну культуру можна підтримувати шляхом перенесення аліквоти у свже рідке поживне середовище кожні 1-4 тижні. 

## Типи суспензійних культур
Суспензійні культури можна розділити на 2 типи: періодичні та неперервні (проточні). 

### Періодичні суспензійні культури
Такі культури є закритими системами, в яких клітини ростуть у рідкому поживному середовищі визначеного об'єму та за оптимальних умов навколишнього середовища. Такий спосіб культивування дозволяє отримати поодокі клітини, з кожної з яких можна отримати клони. Періодичні суспензійні культури зазвичай містяться у колбах, що мають об'єм 200-250 мл. Для пітримання культури необхідне переміщення аліквоти у свіже середовище. Ріст клітин такої культури, є подібним до росту бактерій. Графічно він також виражається S-подібною (сигмоподібною) кривою. Клітини досягають стаціонароної фази через те, що повністю вичерпали запас поживних речовин, який був у середовищі. Або через накопичення токсичних метаболітів у середовищі. До настання стаціонарної фази зазвичай утворюється 3-4 покоління клітин від початку поділу. Клітини, що перебувають у стаціонарній фазі, потрібно пересадити у свіже поживне сереждовище, щоб відновити ріст. Якщо цього не зробити й лишити клітини на старому середовищі, то вони невдовзі загинуть. Час поділу клітин часто залежить від виду рослини, клітини якої культивують. 

### Неперервні суспензійні культури
Такі сусупензійні культури також називають проточними. Неперервні культури є відкритими або закритими системами. При неперервному культивуванні свіже поживне середовище додається постійно. Накопичення токсичних речовин у середовищі уникається шляхом постійного видалення залишків старого поживного середовища разом із токсичними метаболітами. Такі культури придатні для широкомасштабного культивування у біореакторах. 
У закритих неперервних суспензійних культурах надходження свіжого поживного середовища збалансоване витоком старого поживного середовища. В такому випадку клітинна біомаса продовжує зростати.
У відкритих неперервних суспензійних культурах надходження свіжого середовища скомпенсоване відбиранням культури (клітин та поживного середовища) такого ж об'єму. Тобто яка кількість свіжого середовища була додана, така сама кількість культури повинна бути й відібрана задля збереження рівноваги в системі.
Неперервне культивування може здійснюватись у хемостаті або у турбідостаті.

#### Турбідостатний метод
Турбідостатний метод передбачає вимірювання концентрації клітинної біомаси та її автоматичне підтримання на сталому рівні шляхом зміни швидкості протоку. Робота турбідостату базується на підтриманні сталої оптичної густини суспензії. Датчик оптичної густини через керуючу систему регулює подачу свіжого середовища. В є'мності для культивування всі поживні речовини присутні у надлишку і швидкість росту культури наближується до максимальної. 

#### Хемостатний метод
Хемостатний метод базується на використанні біореактору, в який із постійною швидкістю здійснюється подача поживного середовища і одночасно із такою самою швидкістю відбирається суспензія клітин. При цьому об'єм супензійної культури лишається сталим. Ріст культури контролюється концентрацією певної поживної речовини. Це може бути нітроген, фосфор або глюкоза.  Сатбільність системи ґрунтується на гальмуванні швидкості росту концентрацією одного із субстратів. 

## Застосування
- Вивчення фізіології, біохімії та метаболізму на рівні окремої рослинної клітини або невеликої групи клітин [8]
- Регенерація рослин шляхом органогенезу чи соматичного ембріогенезу [5]
- Продукування рекомбінантних білків, включаючи терапевтичні білки [3]
- Вивчення мутагенезу та впливу хімічних мутагенів [4]
- Дослідження функціональної геноміки рослин [8]
- Мікроклональне розмноження [8]
- Продукування вторинних метаболітів [1]
- Біохімічне перетворення сполук, що мають терапевтичне значення (перетворення гідрохінону на арбутин, гіосціаміну на скополамін та морфіну на кодеїн) [1]

## Історія
1902 - Готліб Габерландт культивував клітини листків Lamium purpureum й Eichhornia crassipes, епітелію Ornithogalum та покривних волосків Pulmonaria mollis у розчині Кнопа. Клітини проіснували місяць, але не поділялись. Габерландт описав цей експеримент у науковій праці і зробив деякі передбачення. Ця праця простимулювала подальші дослідження на цю тему.
В період із 1902 по 1953 рік були намагання отримати культуру ізольованих клітин, але культивувати у рідкому середовищі вдавалось лише шматки тканин.
1953 - Muir перемістив калус Tagetes erecta та Nicotiana tabacum у рідке поживне середовище. Є'мність із середовищем була поміщена на шейкер. Завдяки перемішуванню вдалось розбити калус на поодинокі клітини або малі групи клітин. У 1954 Muir продемонстрував можливість відбору ізольованих клітин із суспензійних культур і стимулювання їх поділу шляхом розміщення кожної окремої клітини на фільтрувальному папері поверх добре розвинутого калусу.
В 1950-их роках вивчалась можливість продукування вторинних метаболітів клітинами суспензійної культури, а не цілої рослини, як це було раніше. Перші спроби у 1950-60-их роках зробила компанія Pfizer. Routien та Nickell у 1956 році отримали перший патент. 
1960 -  Бергман (Bergmann) розробив важливий біологічний метод клонування великої кількості поодиноких клітин вищих рослин. Він відфільтрував суспензійні культури Nicotiana tabacum і Phaseolus vulgaris й отримав популяцію, що містила близько 90% вільних (не агрегованих) клітин. Їх було включено до щільного середовища товщиною 1 мм, яке містило 0,6% агару. У цьому експерименті деякі окремі клітини поділилися і утворили видимі колонії. Зараз ця техніка широко використовується для клонування клітини та в експериментах з культурою протопластів. 